# August Bernthsen

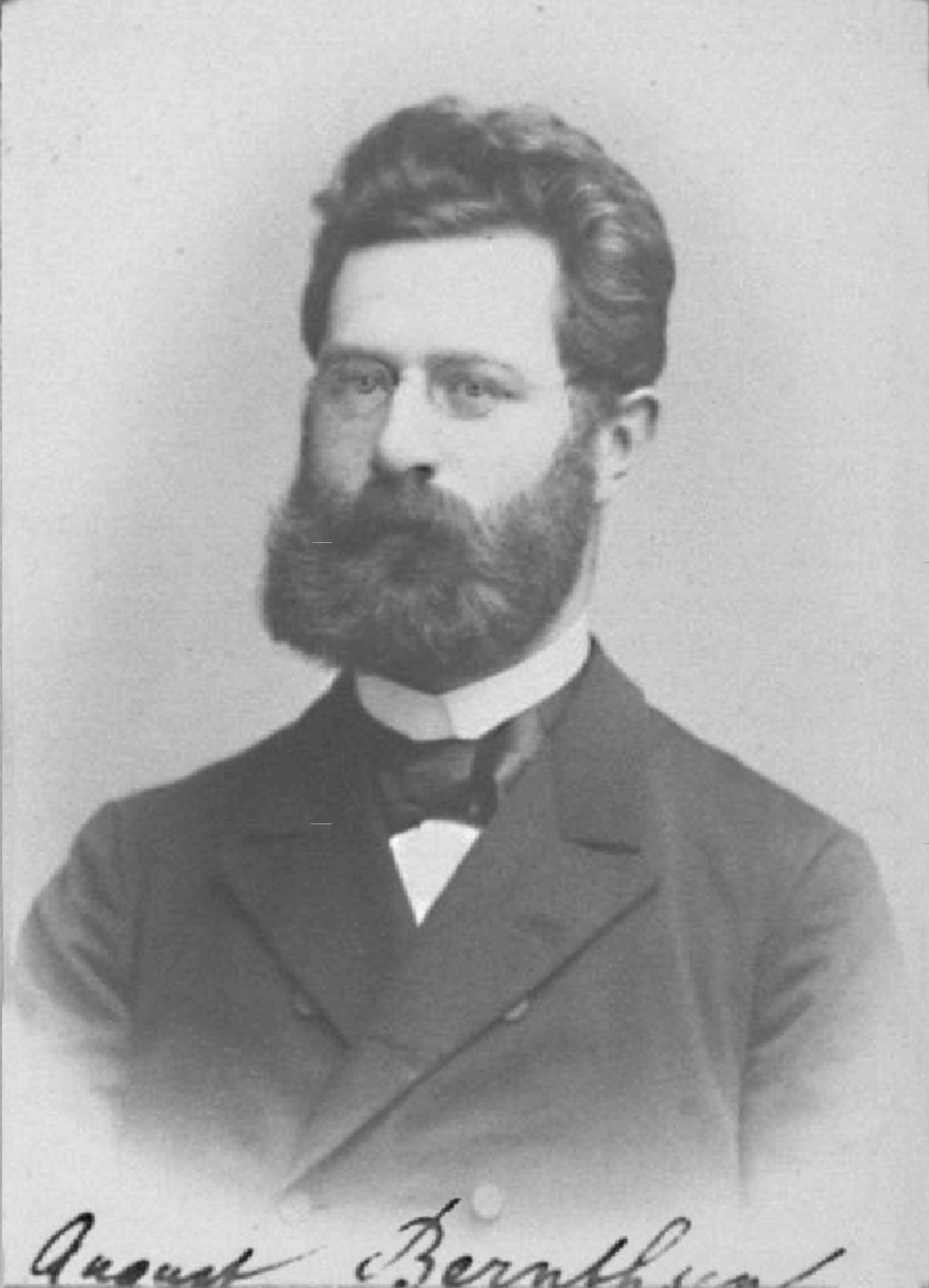
August Bernthsen im Jahr 1883

Heinrich August Bernthsen (* 29. August 1855 in Krefeld; † 26. November 1931 in Heidelberg) war ein deutscher Chemiker.

## Leben
Der Sohn eines Bauunternehmers studierte an der Universität Bonn Mathematik, wechselte dann aber schnell zur Chemie und zur Universität Heidelberg. Nach nur einem Semester kehrte er nach Bonn zurück und wurde dort 1876 promoviert. Er arbeitete dann als Vorlesungsassistent bei Kekulé und habilitierte sich 1879. Neben seiner folgenden Tätigkeit als Privatdozent entwickelte sich eine enge wissenschaftliche Kooperation mit der BASF auf dem Farbstoffgebiet. 1883 wurde Bernthsen a. o. Professor an der Universität Heidelberg. Er wechselte 1887 in die Industrie und leitete als Nachfolger von Heinrich Caro ab 1889 das Hauptlaboratorium der BASF AG. Ab 1919 war er zusätzlich Honorarprofessor an der Heidelberger Universität. 1924 wurde er außerordentliches Mitglied der Heidelberger Akademie der Wissenschaften.
Am 17. März 1884 heiratete er Maria Bernthsen. Aus der Ehe gingen drei Kinder hervor: Elisabeth Wilhelma (1885–1902), Heinrich Ferdinand August (1893–1902) und Walther Theodor Friedrich (1888–1919).

## Wirken
Auf dem Gebiet der Farbstoffe bearbeitete er Aspekte der organischen und der physikalischen Chemie. Zu den wissenschaftlichen Leistungen von August Bernthsen zählt die Konstitutionsaufklärung von Methylenblau als Phenothiazin-Derivat und die Entwicklung zahlreicher Farbstoffe auf Phenazin- und Acridin-Basis. Er leistete wesentliche Beiträge zur Entwicklung der Substantivfarbstoffe. Nach ihm ist die Bernthsen-Reaktion benannt.
Von 1922 bis 1924 war er Vorsitzender der Bunsen-Gesellschaft.
1925 erhielt er den Dr. h. c. der Technischen Hochschule in Berlin und 1926 den Dr. h. c. der Universität Heidelberg.